# クルミ
クルミ（胡桃、山胡桃、呉桃、英語: Walnut、Black walnut、学名：Juglans）は、クルミ科クルミ属の落葉高木の総称である。また、その核果の種子（仁）を加工した食用のナッツを指す。木材としては、英語を片仮名読みしてウォールナットとよばれる。
原産地はイラン、中国、日本、北米などで、クルミ属の樹木は北半球の温帯地域に広く分布する。樹高は8メートルから20メートルに及ぶ。日本列島に自生しているクルミの大半はオニグルミ（Juglans mandshurica var. sachalinensis）であり、核はゴツゴツとして非常に硬く、種子（仁）が取り出し難い。なお、クルミとして食用に利用される種は、クルミ属の植物の一部に過ぎない。
ヨーロッパにはペルシャグルミ（セイヨウグルミ）とよばれるものがあり、これが一般にクルミとして食用される代表種である。北米にはクログルミ、バタークルミ、カリフォルニアクルミがある。アジアでは日本のオニグルミとその変種のヒメグルミ、長い実をもつシナノグルミ（ナガグルミ）があり、台湾にはタイワングルミ、中国東北部にマンシュウグルミが分布する。

## クルミに含まれる種
食用とされる種
- カシグルミ（菓子胡桃）Juglans regia L. var. orientis (Dode) Kitam. synonym
- オニグルミ（鬼胡桃）Juglans mandshurica var. sachalinensis, (Syn. Juglans ailantifolia)
- ヒメグルミ（姫胡桃）Juglans mandshurica var. cordiformis, (Syn. Juglans ailantifolia var. cordiformis)
- シナノグルミ（信濃胡桃、テウチグルミ） Juglans regia, (Syn. Juglans regia var. orientis)

## 実とその食用
5月から6月にかけて開花し、その後に仮果とよばれる実を付ける。仮果の中に核果が有り、その内側の種子（仁）を食用にする。食材としての旬の時期は、10 - 12月とされる。食用としての利用は古く、日本では縄文時代から種実の出土事例があり、オニグルミを中心に食料として利用されていたと考えられている。文献資料においては『延喜式』に貢納物の一つとして記されている他にも、『年料別貢雑物』では甲斐国や越前国、加賀国においてクルミの貢納が規定されており、平城京の跡から出土した木簡にもクルミの貢進が記されている。
実が食用にされるのはクルミ属の中でも一部の種類だけで、多く出回っているものはカシグルミやシナノグルミである。収穫量はアメリカ合衆国カリフォルニア州と中華人民共和国が多い。日本では長野県東御市がクルミの収穫量日本一である。日本に自生するオニグルミやヒメグルミは実が小さく殻が割りにくいが、古くから食用にされていて、クルミ和えや菓子にして食べられている。
未熟な実は、イギリスでは塩などに漬けてクルミのピクルスとする。
実から採れるくるみ油は食用にされる他、乾性油であるため木工製品の仕上げ用や油絵具の成分としても使われる。
クルミの殻は固いが、シナノグルミやカシグルミの殻は薄めで、核果どうしを縦筋に合わせて手の腹で押したり握り潰したりすれば割ることができる。オニグルミは殻がとても固く、ハンマーなどを使わないと割れないが、フライパンで炒るなど加熱すると割りやすくなる。固くて簡単に割れない殻を割るために専用道具のくるみ割り器（クラッカー）もあり、中でもクルミ割り人形は、人形の頭に模したくるみ割り器にクルミを挟ませ、アゴで噛み割るように見せかけた道具である。
アメリカ合衆国では子孫繁栄の意味を込め、結婚式の際にクルミの実を撒く習慣が有る。

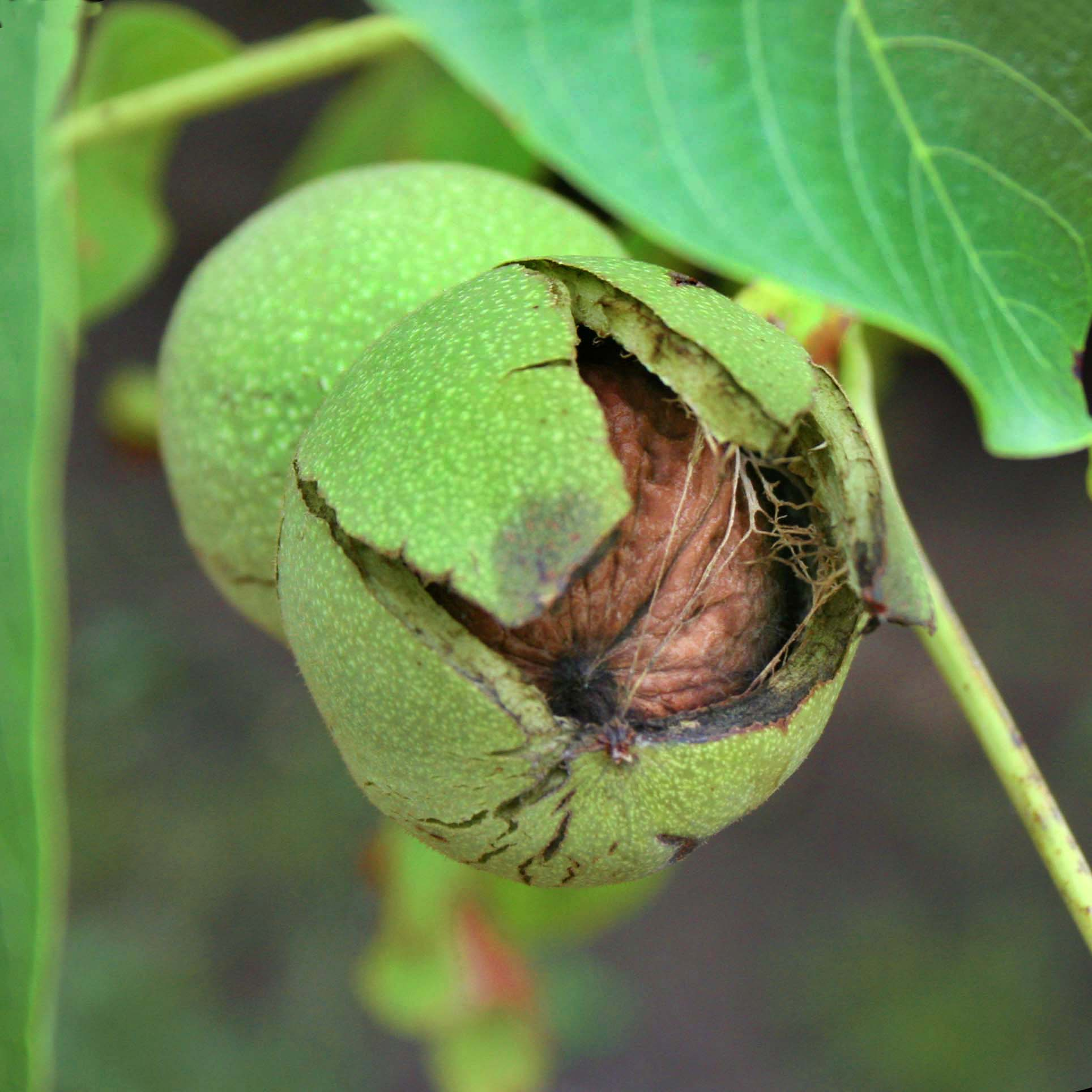
仮実の中にある核果（クルミ）
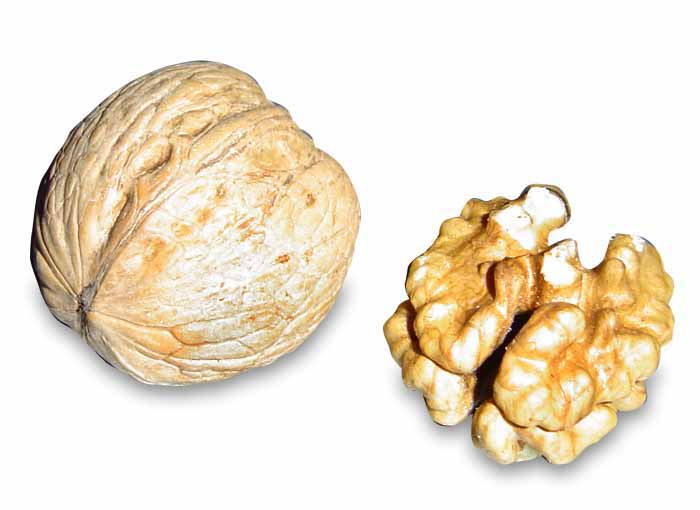
クルミの核果（左）と、その中にある種子（仁）
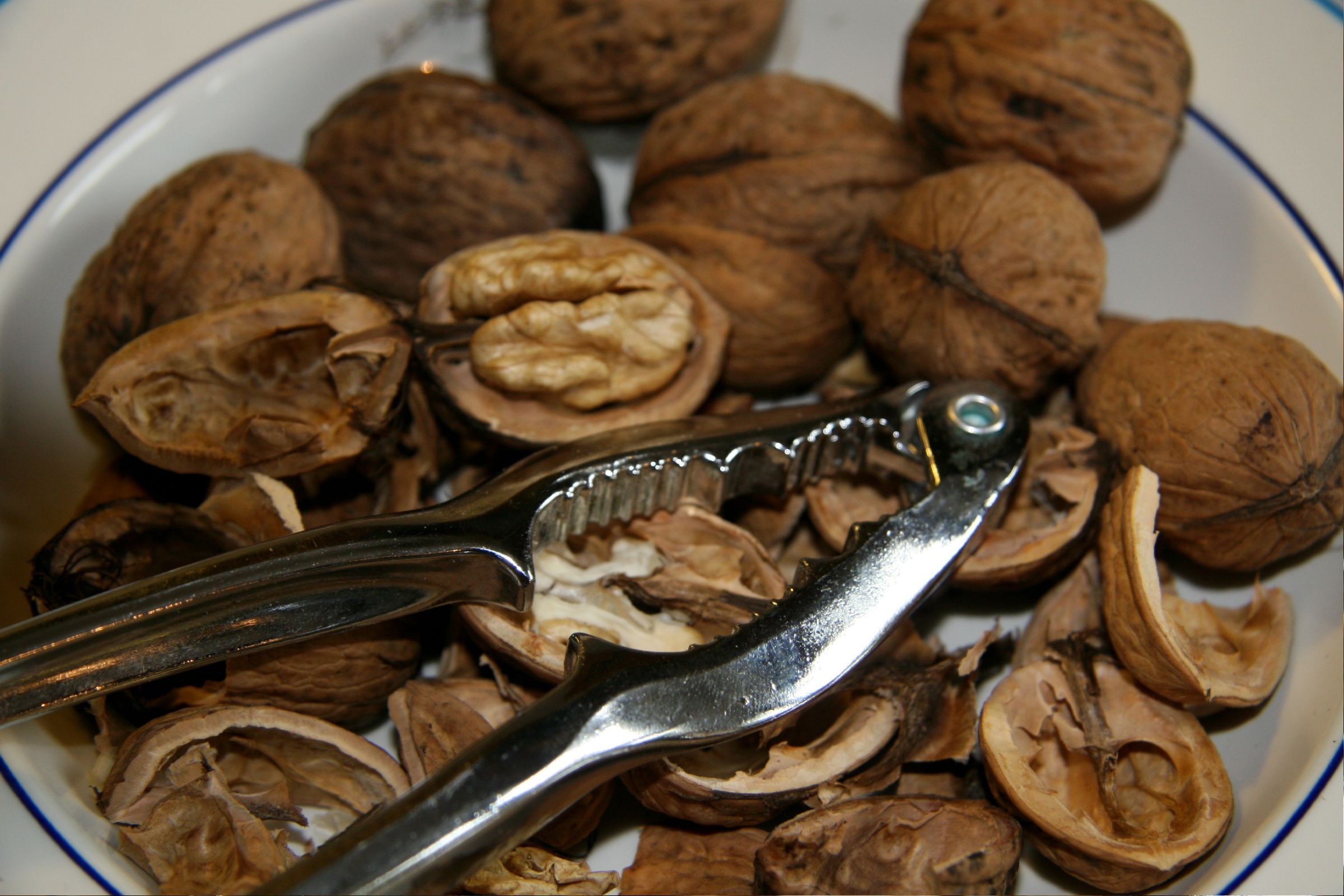
クルミ割り器
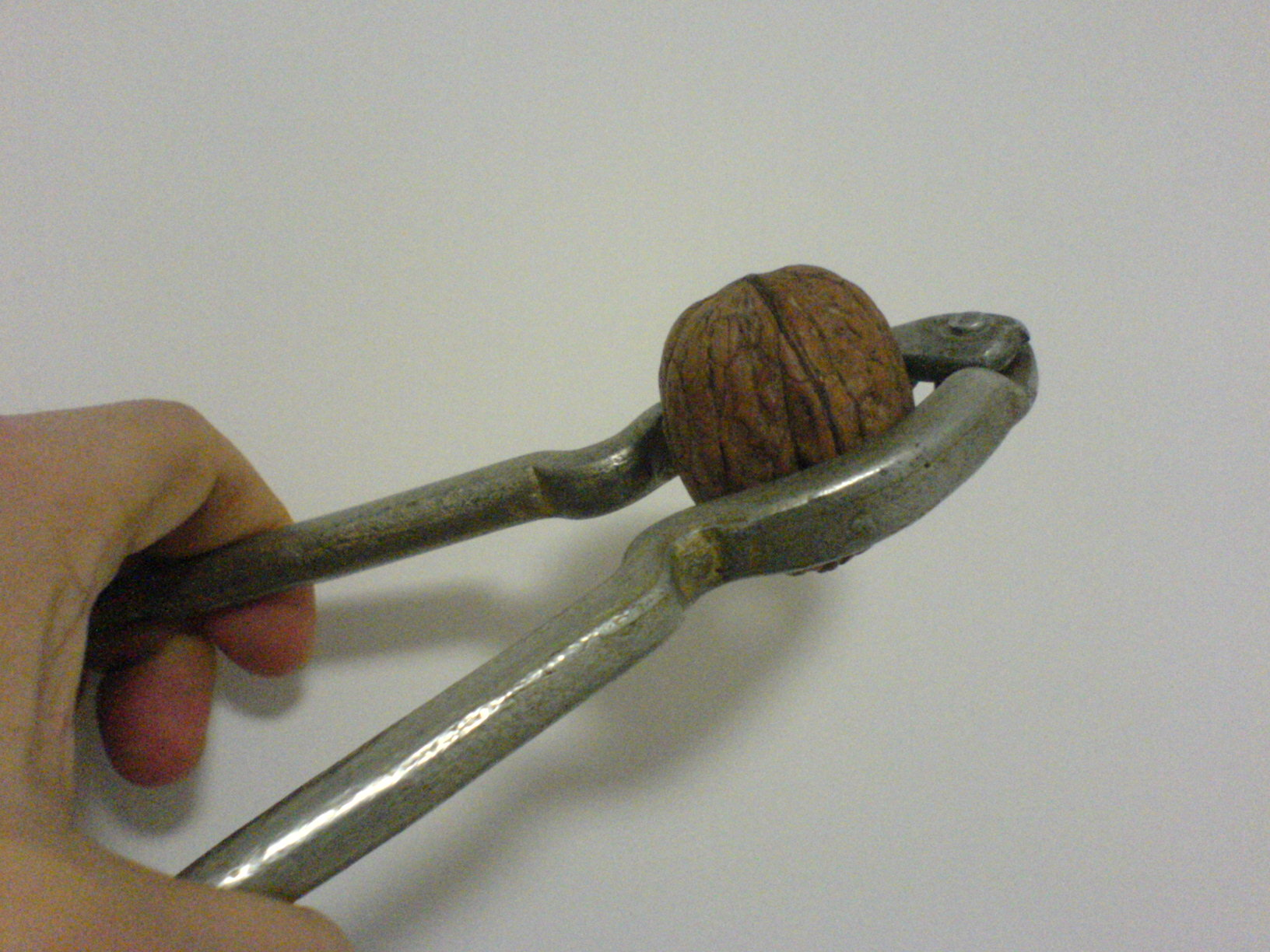
くるみ割り
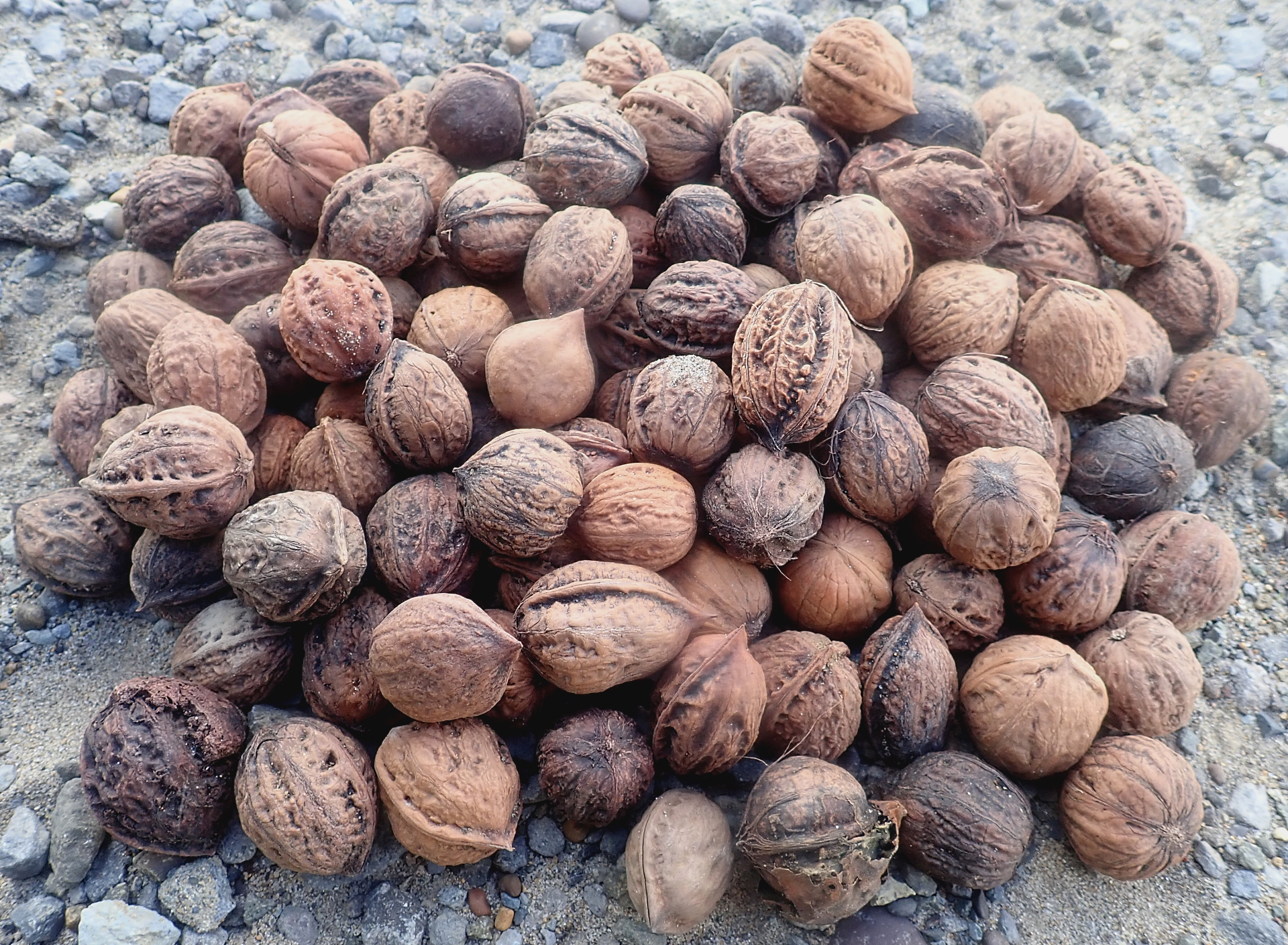
青森県の七里長浜に打ち上げられた多種多様なクルミの実
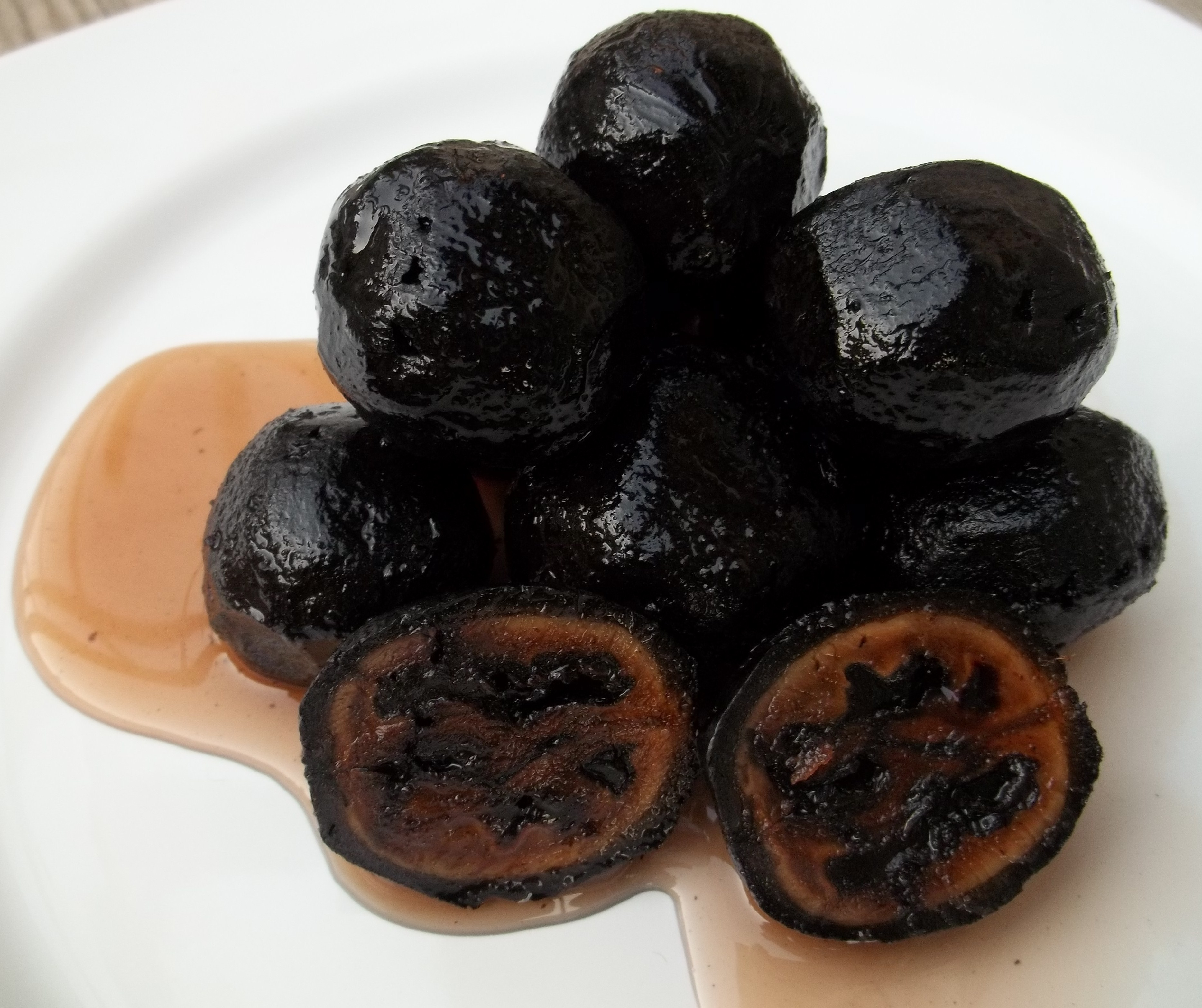
クルミのピクルス。

### 栄養
生の食用クルミ種子は、水分4%、炭水化物14%、タンパク質15%、脂質65%で構成される。100グラムあたり654キロカロリーで、タンパク質、食物繊維、ビタミンB群（ナイアシン、ビタミンB6、葉酸）、ビタミンE、およびマンガンなどのミネラルを豊富に含む（1日の推奨摂取量の20%以上）。
クルミ油は多価不飽和脂肪酸を主成分とし、特にα-リノレン酸（オメガ3脂肪酸）とリノール酸（オメガ6脂肪酸）が豊富に含まれる。また、一価不飽和脂肪であるオレイン酸も含有し、総脂肪の31%が飽和脂肪である。
| 項目                 | 分量(g) |
| -------------------- | ------- |
| 脂肪                 | 65.21   |
| 飽和脂肪酸           | 6.126   |
| 1価不飽和脂肪酸      | 8.933   |
| 18:1（オレイン酸）   | 8.799   |
| 多価不飽和脂肪酸     | 47.174  |
| 18:2（リノール酸）   | 38.093  |
| 18:3（α-リノレン酸） | 9.08    |

### アレルギー
クルミでアレルギーを発症する人もおり、日本の消費者庁は食品表示法の食品表示基準を改正して、加工食品におけるアレルギー表示にクルミを追加して2025年4月1日に完全実施することを2023年3月9日に発表した。

### 「くるみ餅」とその地域性
日本の宮城県仙台市などで「くるみ餅」と言えば、クルミの餡で和えた餅を指す。大阪市、堺市などで「くるみ餅」と言えばダイズの餡、または、枝豆の餡で包んだ餅や白玉を指し、植物のクルミではなく、餡で包む（くるむ）事が語源である。青森県では、すり鉢で擦ったくるみだれを餅にかけて食べる習慣がある。

## 果樹栽培との関係
クルミはニセアカシアやイタチハギなどと共に植物の病害であるリンゴ炭疽病（人畜に感染する炭疽病と全く無関係）の伝染源になり易く、リンゴなど果樹栽培の際には伐採するなど、周辺の植生に注意が必要である。
アレロパシー効果のあるジュグロンという化学物質を放つため、耐性のない周囲の植物（トマト、リンゴ、シラカバなど）は葉が黄色くなったり、最終的に枯らしてしまう。そのため、園芸などでは知識を必要とする。

## 木材およびその利用

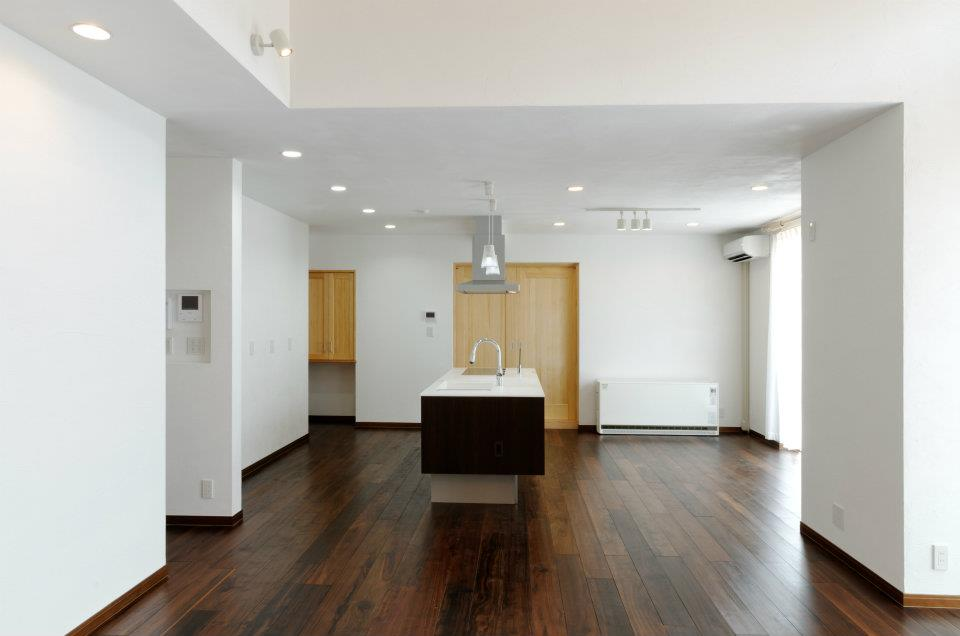
クルミ材を使用したフローリング

木材としては、日本国内でも「ウォールナット」と言う英語を元にした名称で扱われる。アメリカ合衆国北部やカナダで育ったクルミ材であり、チークやマホガニーと共に世界三大銘木の一つに数えられる。1660年から1720年にかけ、ヨーロッパ市場ではイギリスデザインやウォールナット種の製品が大変な人気を博し、ヨーロッパ家具の歴史では「ウォールナットの時代」と呼ばれるほど持て囃された。
木質は衝撃に強く、加工しやすい。通直木理であり、高級家具材や器具材、工芸材に用いられてきた。製品をクルミの油で磨くと美しいつやが出る。アメリカ合衆国大統領の指揮台やアメリカ合衆国最高裁判所のベンチに使用される。耐衝撃性を活かしライフルの銃床をはじめ、高級車やプレジャーボートの内装にも使用される場合がある。また、チップは燻製を作る際のスモークチップとしても用いられる。
以上のように、クルミは木材として優秀なために、持続的な伐採が行われた結果、良質なクルミ材を製材できる大木が枯渇気味であり、現代ではクルミ材は高級木材として扱われる。
染料
未熟な実が適するが、赤味のある茶色に染まる。

## 文学
- 北欧神話には、女神イズンがクルミの実へ変えられる話が有る。
- 『今昔物語』には、サナダ虫の嫌いな物として、クルミが挙げられている。
- クルミの実を「胡桃」と書いて、これを俳句において秋の季語として用いる場合がある[14][注釈 1]。さらに、未熟なクルミの実を「青胡桃」と書いて、こちらは夏の季語として用いる場合がある[15][注釈 2]。
- クルミの樹を罵りながら叩いて悪魔を追い出せば、収穫量が大きくなるという言い伝えから、ロシアには、「犬と嫁とクルミの樹を叩けば叩くほど、よくなる」という諺がある[16]。同様に、実を落とすのに叩いたり、萌芽更新するために切ることから英語にも同様のことわざがある[17]。
- バルト三国のひとつリトアニアには、ノアの洪水にまつわる伝説として、洪水が陸を覆い始めたとき、神はクルミを食べていて殻を地面に投げ、正しい男女がこの殻によじ登ると、殻は広がって二人が乗れるほどになり、これで人類が救われたといわれる[12]。